# Adam Simac
Adam Simac (* 9. August 1983 in Ottawa) ist ein kanadischer Volleyballspieler. Er spielt auf der Position Mittelblock.

## Erfolge Verein
Österreichische Meisterschaft:
- 2009

MEVZA:
- 2011
- 2012

Slowenischer Pokal:
- 2011, 2012

Slowenische Meisterschaft:
- 2011, 2012

Türkische Meisterschaft:
- 2013

Schweizer Meisterschaft:
- 2014

## Erfolge Nationalmannschaft
Panamerikanischer Pokal:
- 2009
- 2011

NORCECA-Meisterschaft:
- 2015
- 2013
- 2011

Panamerikanische Spiele:
- 2015

## Einzelauszeichnungen
- 2009: Bester Blocker Panamerikanischer Pokal